# Spryita
La spryita és un mineral de la classe dels sulfurs que pertany al grup de l'argirodita.

## Característiques
La spryita és una sulfosal de fórmula química Ag₈(As3+0,5As5+0,5)S₆. Va ser aprovada com a espècie vàlida per l'Associació Mineralògica Internacional l'any 2016. Cristal·litza en el sistema ortoròmbic. És l'anàleg d'arsènic de l'argirodita i de la canfieldita. Es tracta d'un mineral molt interessant en ser una sulfosal amb dos valències d'arsènic, possiblement l'únic amb aquesta característica. Ha estat reportada com la primera argirodita natural que conté As3+.

## Formació i jaciments
Va ser descoberta a la mina Uchucchacua, a la província d'Oyon (Departament de Lima, Perú). Es tracta de l'únic indret on ha estat trobada aquesta espècie mineral.